# Gargara maculipennis
Gargara maculipennis är en insektsart som beskrevs av William D. Funkhouser. Gargara maculipennis ingår i släktet Gargara och familjen hornstritar. Inga underarter finns listade i Catalogue of Life.